# Jochen Mass
Jochen Mass, né le 30 septembre 1946 à Dorfen (Bavière, Zone d'occupation américaine en Allemagne) et mort le 4 mai 2025 à Cannes (Alpes-Maritimes, France), est un pilote automobile allemand. 
Auteur d'une honorable carrière en Formule 1, ponctuée par une victoire au Grand Prix d'Espagne 1975, il s'est par la suite distingué dans les épreuves d'endurance et a notamment remporté les 24 Heures du Mans en 1989 (alors hors WSC, pour douze participations entre 1972 et 1995).

## Biographie

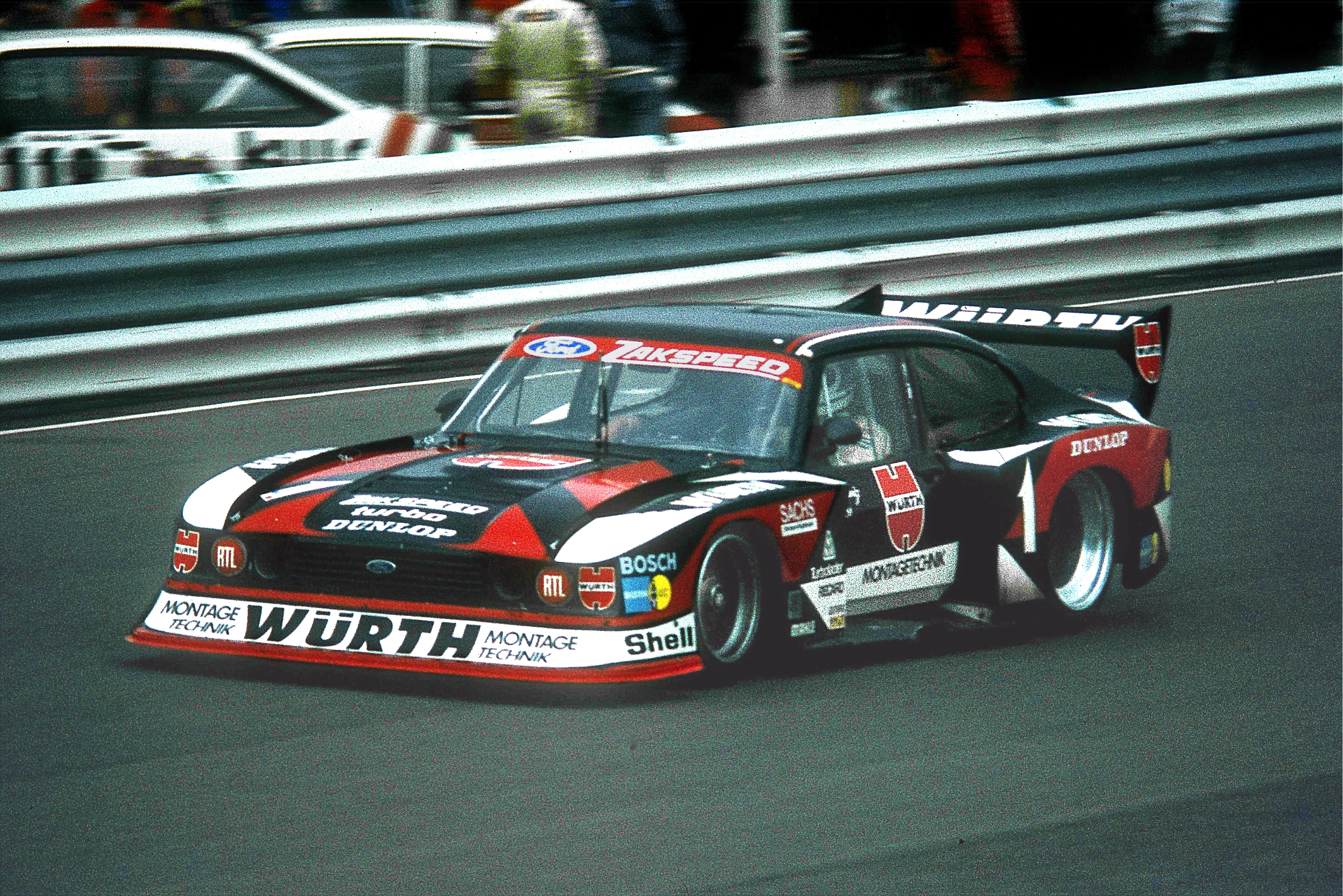
Jochen Mass sur Ford Capri Turbo Zakspeed au Nurburgring en 1980.

Son adolescence se déroule dans le Bade-Wurtemberg, non loin du circuit d'Hockenheim où il aime se plonger dans l’atmosphère des courses. Après s’être engagé comme matelot dans la marine marchande allemande, il est embauché par le concessionnaire et préparateur Alfa Romeo Helmut Hähn, à Mannheim. Celui-ci possède sa propre écurie de voitures de tourisme, engageant des Alfa Romeo GTA, et lui prête des voitures. 
Venu au sport automobile par le biais des courses de côte et de voitures de tourisme à la fin des années 1960, Mass est passé par les championnats d'Allemagne des circuits (titre national pilote en 1971 sur Ford Capri), d'Europe des voitures de tourisme (titre continental pilote en 1972 sur Capri RS2600, après avoir été vice-champion d'Afrique du Sud dans les South African Springbok Trophy Series l'année précédente). Jochen Mass participe en 1972 à ses premières 24 Heures du Mans, pour le compte de Ford Allemagne.
Il devient vice-champion d'Europe 1973 de Formule 2 pour le team Surtees, avant d'accéder à la Formule 1 en 1973 au sein de la modeste écurie Surtees. En 1974, il quitte cette écurie en cours d'année pour piloter la McLaren semi-officielle aux couleurs de Yardley. Ce transfert lui ouvre les portes de l'équipe officielle en 1975, où il fait équipe avec le champion du monde en titre Emerson Fittipaldi. Assez nettement dominé par son coéquipier brésilien, Mass met à profit la qualité de sa voiture pour accrocher plusieurs places d'honneur. Il remporte le Grand Prix d'Espagne à Barcelone, sur le Circuit de Montjuïc, interrompu avant la mi-course à la suite de l'accident de Rolf Stommelen dans lequel quatre spectateurs sont tués. Mass, qui était en tête au moment où le drapeau fut brandi, a profité des nombreux abandons survenus devant lui. En raison de l'interruption précoce de l'épreuve, ce succès ne lui rapporte que 4,5 points. Avec trois autres podiums, il termine huitième du championnat.
Toujours chez McLaren en 1976, il est rejoint par le Britannique James Hunt. Comme l'année précédente face à Fittipaldi, Mass ne peut faire mieux que deux podiums et la neuvième place au classement général tandis que Hunt remporte le titre mondial. Il poursuit son rôle d'équipier discret en 1977, avec une sixième place au championnat, ce qui ne satisfait pas le patron de McLaren Teddy Mayer qui, désireux de mettre la pression sur un Hunt à la motivation chancelante, préfère remplacer l'Allemand par le prometteur Patrick Tambay.
En 1978, il revient aux 24H du Mans en tant que pilote officiel Porsche avec Jacky Ickx et Henri Pescarolo. Durant la décennie suivante, il sera au volant de la Porsche 936, de la 956 ou de la 962C parmi les favoris mais seulement avec une deuxième et une troisième place lors de l'épreuve mancelle,.

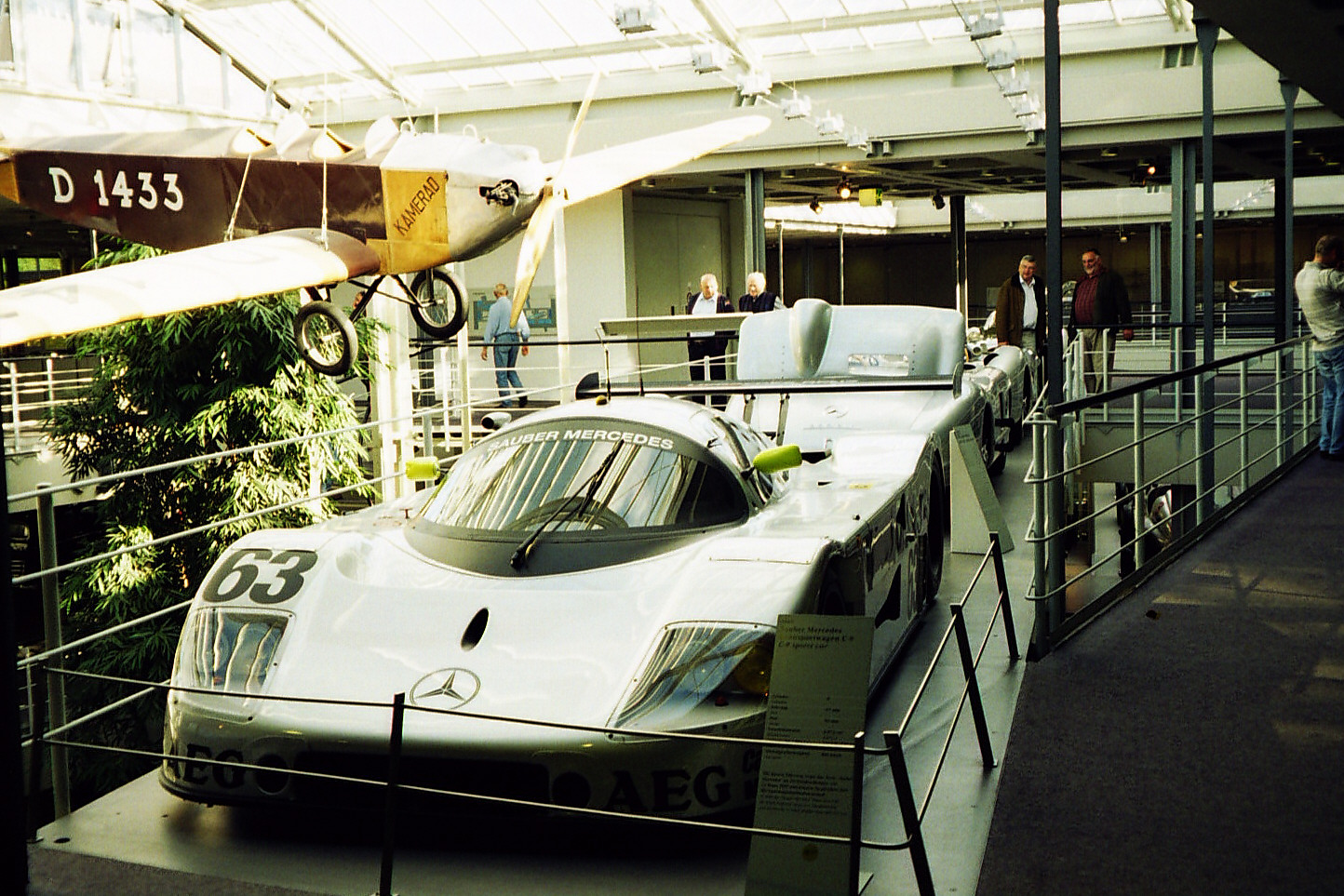
La Sauber C9, victorieuse des 24 Heures du Mans en 1989.

La même année, Mass trouve refuge dans l'équipe de F1 allemande ATS pour une année difficile, sans le moindre point. Il passe alors chez Arrows en 1979 et 1980 (sept points en deux ans) puis, après une année sans volant en 1981, est recruté par l'écurie RAM-March en 1982. Il s'agit d'une nouvelle saison blanche en termes de résultats, et qui est en outre marquée par son implication dans l'accident mortel de Gilles Villeneuve lors des essais du GP de Belgique à Zolder et surtout par son accident au Grand Prix de France, le 25 juillet 1982. Jochen Mass et Mauro Baldi s'accrochent au bout de la ligne droite du mistral et sortent violemment dans la courbe de Signes. La voiture de Mass est projetée dans le public, retournée, et prend feu. Il s'en sort avec des brûlures aux mains mais décide d'arrêter définitivement la Formule 1 à l'issue de la saison 1982, pour les épreuves de tourisme et d'endurance.
Il gagne avec Joest Racing en 1985 sur Porsche 956 le Deutsche Rennsport Meisterschaft ainsi que la Porsche Cup, après avoir été vice-champion du DRM en 1984 puis termine troisième du championnat IMSA GT en 1987. Cette seconde carrière culmine avec son recrutement par Sauber Mercedes avec laquelle il remporte les 24 Heures du Mans 1989, avant d'être choisi pour encadrer les jeunes pilotes du Junior Team parmi lesquels figure notamment Michael Schumacher. Entre courses GT (2), Championnat du monde des voitures de sport (12) et Le Mans, il remporte quinze épreuves d'endurance.
À la retraite, Jochen Mass reste très lié à Mercedes, pilotant régulièrement dans des manifestations historiques comme le Goodwood Festival of Speed.
Installé dans le sud de la France, Jochen Mass meurt le 4 mai 2025 à Cannes, à 78 ans, des suites d'un accident cardio-vasculaire dont il a été victime en février,.

## Palmarès

### Résultats en championnat du monde de Formule 1
| Saison | Écurie                                           | Châssis  | Moteur      | Pneus     | GP disputés | Victoire | Meilleurs tours | Points inscrits | Classement |
| ------ | ------------------------------------------------ | -------- | ----------- | --------- | ----------- | -------- | --------------- | --------------- | ---------- |
| 1973   | Team Surtees                                     | TS14A    | Cosworth V8 | Firestone | 3           | 0        | 0               | 0               | Nc.        |
| 1974   | Bang & Olufsen Team Surtees Yardley Team McLaren | TS16 M23 | Cosworth V8 | Firestone | 12          | 0        | 0               | 0               | Nc.        |
| 1975   | Marlboro Team Texaco                             | M23      | Cosworth V8 | Goodyear  | 14          | 1        | 1               | 20              | 7e         |
| 1976   | Marlboro Team McLaren                            | M23      | Cosworth V8 | Goodyear  | 16          | 0        | 1               | 19              | 9e         |
| 1977   | Marlboro Team McLaren                            | M23 M26  | Cosworth V8 | Goodyear  | 17          | 0        | 0               | 25              | 6e         |
| 1978   | ATS Racing Team                                  | HS1      | Cosworth V8 | Goodyear  | 10          | 0        | 0               | 0               | Nc.        |
| 1979   | Warsteiner Arrows Racing Team                    | A1B A2   | Cosworth V8 | Goodyear  | 13          | 0        | 0               | 3               | 15e        |
| 1980   | Warsteiner Arrows Racing Team                    | A3       | Cosworth V8 | Goodyear  | 11          | 0        | 0               | 4               | 17e        |
| 1982   | Rothmans March Grand Prix Team                   | 821      | Cosworth V8 | Pirelli   | 9           | 0        | 0               | 0               | Nc.        |

### Victoire en championnat du monde de Formule 1
| # | Année | Manche | Date          | Grand Prix | Circuit  | Position départ | Écurie       | Voiture |
| - | ----- | ------ | ------------- | ---------- | -------- | --------------- | ------------ | ------- |
| 1 | 1975  | 4/14   | 27 avril 1975 | Espagne    | Montjuïc | 2e              | McLaren-Ford | M23     |

### Championnat d'Allemagne des voitures de tourisme (DARM)
- 1970[10] :
  - Ulm-Laupheim (course 4) ;
  - 300 meilen Hockenheim (course 2).
- 1971[11] :
  - Bergischer Löwe Zolder (course G) ;
  - Rundstreckenrennen Fassberg (course 6) ;
  - Flugplatzrennen Neuhausen (course 7) ;
  - 200 Meilen von Nürnberg (course 5) ;
  - Flugplatzrennen Diepholz (course 6) ;
  - ADAC-Hessenpreis Flugplatz Kassel-Calden.

### Championnat d'Europe FIA des voitures de tourisme (ETCC)
Onze victoires au total.
- 1971 : 4 Heures de Jarama, avec John Fitzpatrick.
- 1972 : (avec Hans-Joachim Stuck, Gérard Larrousse ou Peter Gethin)
  - 4 Heures de Monza ;
  - 24 Heures de Spa ;
  - Levi's Challenge Cup Race Zandvoort ;
  - RAC Tourist Trophy ;
  - 4 Heures de Jarama ;
  - 3 Heures de Cape Town ;
  - 3 Heures de Lourenço Marques ;
  - 3 Heures de Roy Hesketh,
- 1973 : 500 km Mantorp Park, avec Dieter Glemser.
- 1974 : Autorensport Zandvoort, avec Rolf Stommelen.

### Formule 2
- 1973[12] :
  - Swedish Gold Cup, à Kinnekulle ;
  - VIIIe Rhein-Pokalrennen, à Hockenheim.

### Deutsche Rennsport Meisterschaft (DRM)
- 1975 : Norisring, sur Ford Capri.

Puis quatre victoires sur Porsche 956 :
- 1984[13] :
  - Flugplatzrennen Diepholz.
- 1985[14] :
  - Jim Clark Rennen, à Hockenheim ;
  - Großer Preis von Deutschland, au Nürburgring ;
  - Siegerland Flughafen Rennen.

### Interserie
- 1975 : ADAC-Südwestpokal-Rennen à Hockenheim, sur Alfa Romeo T33/TT/12.
- 1985 : Jim Clark-Rennen à Hockenheim, sur Porsche 956B.

### Championnat du monde des voitures de sport
Trente victoires, deux titres de vice-champion du monde.
- 1975 : 1 000 km de Pergusa, sur Alfa Romeo T33/TT/12, avec Arturo Merzario.
- 1976 (cinq courses sur sept avec le Martini Racing et Jacky Ickx - Porsche -(936)- Champion du monde) :
  - 6 Heures de Mugello (championnat conducteurs) ;
  - 4 Heures de Monza - Trofeo Filippo Caracciolo ;
  - 500 km d'Imola - Trofeo Ignazio Giunti ;
  - 4 Heures de la Coppa Florio ;
  - 500 km de Dijon ;
  - Elan Trophy (300 km).

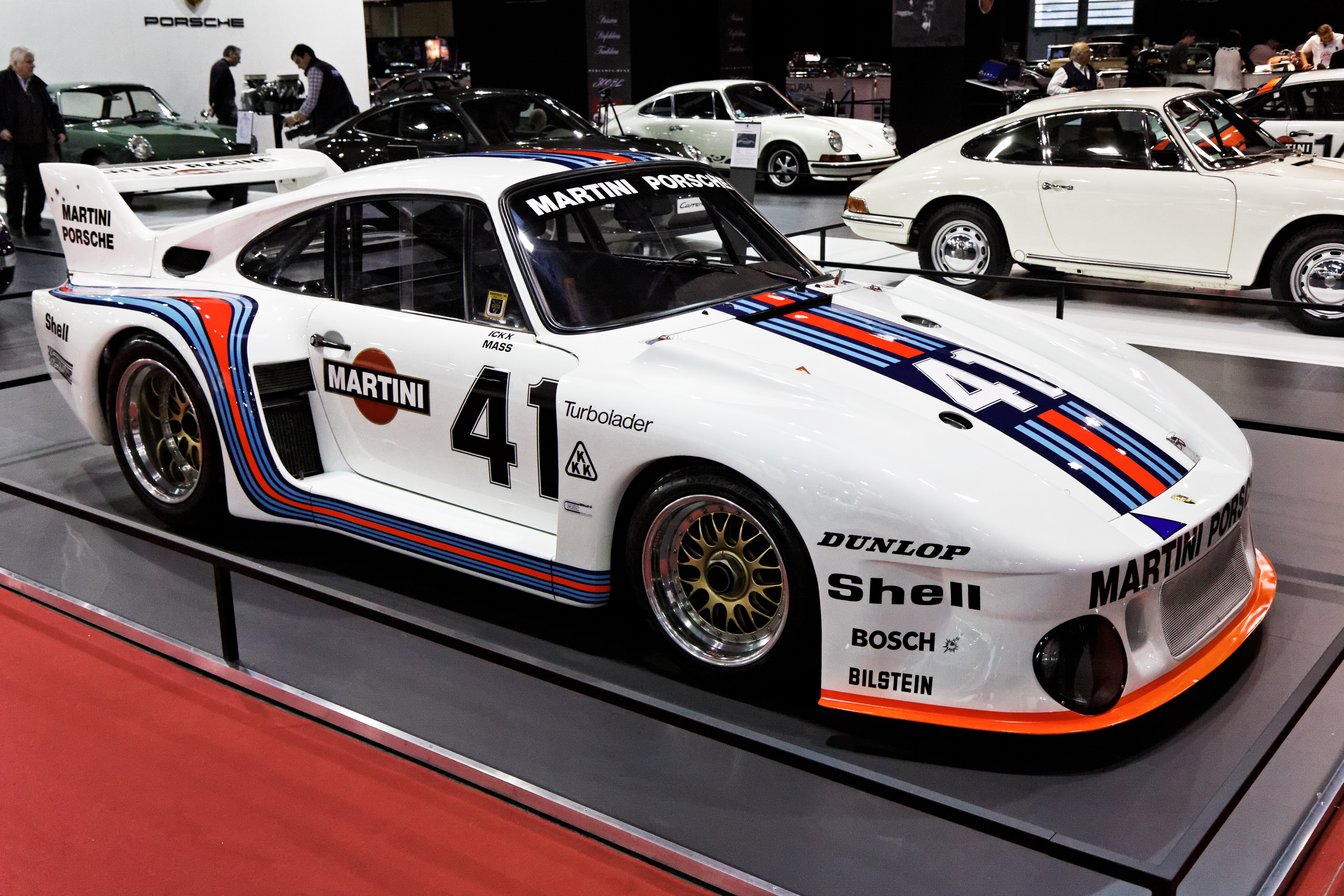
La Porsche 935-77 de Ickx et Mass en 1977.

- 1978 (une course, avec Martini Racing et Ickx - Porsche -936- Champion du monde) :
  - 6 Heures de Silverstone.
- 1982 (trois courses, avec Rothmans Porsche et Ickx - Porsche -956- Champion du monde et Mass 7e du championnat conducteurs) :
  - 1 000 km de Spa ;
  - 6 Heures de Fuji ;
  - 1 000 km de Brands Hatch - Shell Oils.
- 1983 (deux courses, avec Rothmans Porsche et Ickx - Porsche -956- Champion du monde et Mass 3e du championnat conducteurs) :
  - 1 000 km du Nürburgring ;
  - 1 000 km de Spa - Trophée Diners Club.
- 1984 (deux courses, avec Rothmans Porsche et Ickx - Porsche -956- Champion du monde et Mass vice-champion des conducteurs) :
  - 1 000 km de Silverstone ;
  - 1 000 km de Mosport - Budweiser GT (Canada).
- 1985 (trois courses, avec Rothmans Porsche et Ickx - Porsche -962C- Champion du monde et Mass 3e du championnat conducteurs) :
  - 1 000 km de Mugello ;
  - 1 000 km de Silverstone ;
  - 800 km de Selangor (Indonésie).
- 1987 (participation à sept courses avec Brun Motorsport - Mass encore 7e du championnat conducteurs) :
  - 12 Heures de Sebring.
- 1988 (quatre courses, avec Sauber-Mercedes et Jean-Louis Schlesser - Sauber-Mercedes -C9- vice-champion du monde et Mass 5e du championnat conducteurs) :
  - 800 km de Jerez ;
  - 360 km de Brno - Grand Prix ÈSSR ;
  - 1 000 km du Nürburgring ADAC ;
  - 360 km de Sandown Park.
- 1989 (quatre courses, avec Sauber-Mercedes et Schlesser - Sauber-Mercedes -C9- vice-champion du monde et Mass vice-champion des conducteurs) :
  - Tropheo Repsol (480 km à Jarama) ;
  - International ADAC Trophäe (480 km au Nürburgring) ;
  - Wheatcroft Gold Cup (480 km à Donington) ;
  - Trofeo Hermanos Rodríguez (480 km au Mexique).
- 1990 (deux courses, avec Sauber-Mercedes et Karl Wendlinger puis Michael Schumacher - Sauber-Mercedes -C9- Champion du monde et Mass 3e du championnat conducteurs) :
  - 480 km de Spa ;
  - Trofeo Hermanos Rodriguez (480 km).
- 1991 (trois courses en catégorie C2, avec Sauber-Mercedes et Schlesser - Sauber-Mercedes -C291 et C11- 3e du championnat du monde et Mass 7e du championnat conducteurs) :
  - 430 km de Suzuka Coupe Fujifilm ;
  - 430 km de Monza Trofeo Caracciola ;
  - 430 km de Silverstone Castrol BRDC Empire Trophy.

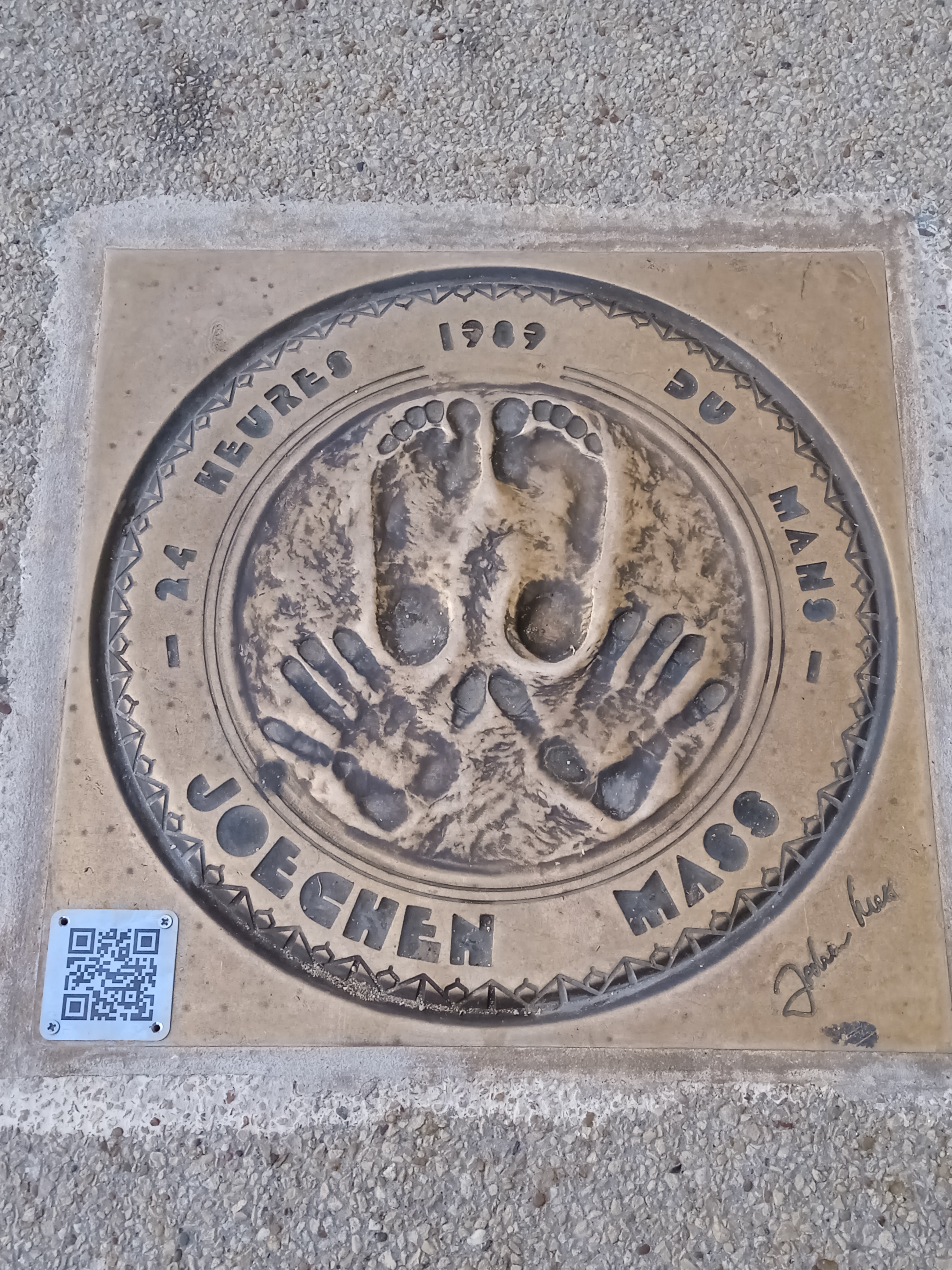
Plaque de bronze dans le centre-ville du Mans - Vainqueur 1989

### Autres victoires notables
- 1975 : 1 000 km de Kyalami GT, en Division I sur Ford Escort II RS, avec Peter Hennige (de) et Hans Heyer.
- 1989 : 24 Heures du Mans avec Manuel Reuter et Stanley Dickens sur Sauber Mercedes

## Filmographie
2013 : Rush de Ron Howard : lui-même (scènes de course)